# El Diamante, Sonora
El Diamante är en ort i Mexiko.   Den ligger i kommunen Caborca och delstaten Sonora, i den nordvästra delen av landet, 1 900 km nordväst om huvudstaden Mexico City. El Diamante ligger 125 meter över havet och antalet invånare är 1 374.
Terrängen runt El Diamante är platt. Runt El Diamante är det mycket glesbefolkat, med 6 invånare per kvadratkilometer. Närmaste större samhälle är Plutarco Elías Calles, 8,9 km sydväst om El Diamante. Omgivningarna runt El Diamante är i huvudsak ett öppet busklandskap.